# Onthophagus fossibasis
Onthophagus fossibasis là một loài bọ cánh cứng trong họ Bọ hung (Scarabaeidae).